# 城巴N8P線
城巴N8P線是由城巴營運的一條香港島通宵循環巴士路線，特快來往小西灣（藍灣半島）及灣仔（港灣道）。

## 歷史
- 1998年12月25日：本線投入服務，初時袛於大節日深宵提供服務。
- 2000年5月13日：本線提升至每晚通宵服務。
- 2001年7月23日：本線遷往小西灣（藍灣半島）公共運輸交匯處。
- 2005年8月23日：配合新巴及城巴重組東區通宵路線，本線改為循環運作，往灣仔方向改經告士打道及港灣道[1]。
- 2013年9月1日：繞經東喜道，増設下列各站：東喜道峻峰花園外（往灣仔方向）；東喜道香港東樹木組外（往小西灣方向）；及東喜道近香港海防博物館（往小西灣方向）[2]。
- 2018年3月26日：增設實時抵站時間查詢服務。
- 2023年7月1日：此路線為城巴接辦的頭班車路線，凌晨四點小西灣藍灣半島開出。

## 服務時間（詳細班次）
| 每日小西灣（藍灣半島）開 | 每日小西灣（藍灣半島）開 | 每日小西灣（藍灣半島）開 | 每日小西灣（藍灣半島）開 |
| ------------------------ | ------------------------ | ------------------------ | ------------------------ |
| 00:35                    | 00:50                    | 01:05                    | 01:20                    |
| 01:50                    | 02:20                    | 02:50                    | 03:20                    |
| 03:50                    | 04:20                    | 04:50                    | 05:20                    |
| 灣仔（港灣道）開（大約） |                          |                          |                          |
| 00:55                    | 01:10                    | 01:25                    | 01:40                    |
| 02:10                    | 02:40                    | 03:10                    | 03:40                    |
| 04:10                    | 04:40                    | 05:10                    | 05:40                    |

## 收費
全程：$9.1
- 百德新街往灣景中心大廈：$6.1
- 興發街往小西灣（藍灣半島）：$7.1
- 張振興伉儷書院往小西灣（藍灣半島）：$5.8

| - 本線設有12歲以下小童及65歲或以上長者半價優惠。 - 65歲或以上香港居民使用「樂悠咭」，以及12歲以下合資格殘疾兒童使用「殘疾人士身份」個人八達通繳付車資，均可享有每程$2.0或半價（以較低者為準）的票價優惠；12至64歲合資格殘疾人士使用「殘疾人士身份」個人八達通（包括「樂悠咭」），以及60至64歲香港居民使用「樂悠咭」繳付車資，均可享有每程$2.0或全費（以較低者為準）的票價優惠。 - 65歲或以上長者如使用長者或一般個人八達通繳付車資，則只可享有半價優惠；12至64歲合資格殘疾人士如不使用「殘疾人士身份」個人八達通，以及60至64歲人士如不使用「樂悠咭」繳付車資，必須繳付全費。 - 乘客可以現金或八達通於上車時付款，不設找續。 - 每位成人乘客可免費攜帶最多兩名4歲以下而不佔座位的兒童乘客乘車，超額之4歲以下小童必須繳付小童車費乘車。 - 九龍巴士、城巴及龍運巴士全職員工及家屬（不包括外判職員）可免費乘搭本路線，惟必須拍職員或職員家屬八達通。 - 乘客亦可使用AlipayHK「易乘碼」、支付寶、WeChatHK／微信支付「搭車碼」、銀聯雲閃付「乘車碼」及BOC Pay「乘車碼」、具有感應式支付功能的VISA、Mastercard及銀聯卡，以及Apple Pay、Google Pay及Samsung Pay流動支付平台繳付車資。使用此支付方式的乘客可享有中途下車之分段收費，以及與其他城巴獨營路線或聯營線城巴班次之轉乘優惠，惟不適用於與非城巴路線之轉乘優惠。乘客亦不能享有「公共交通費用補貼計劃」及「長者及合資格殘疾人士公共交通票價優惠計劃」。 - 在景隆街或之前車站登車往小西灣的乘客，如需前往張振興伉儷書院或之後的車站，須於興發街重新繳付車資。 |

### 八達通轉乘優惠
乘客登上本線後120分鐘內以同一張八達通卡轉乘以下路線，或從以下路線登車後120分鐘內以同一張八達通卡轉乘本線，次程可獲車資折扣優惠：
- N8P往小西灣 → N8往杏花邨
- N8往鰂魚涌 → N8P往灣仔（港灣道）

## 行車路線
經：小西灣道、柴灣道、東區走廊、東喜道、南安里、南安街、東區走廊、維園道、告士打道、杜老誌道天橋、杜老誌道、港灣道、菲林明道、天橋、菲林明道、軒尼詩道、怡和街、高士威道、興發街、東區走廊、東喜道、東區走廊、柴灣道、小西灣道。

### 沿線車站

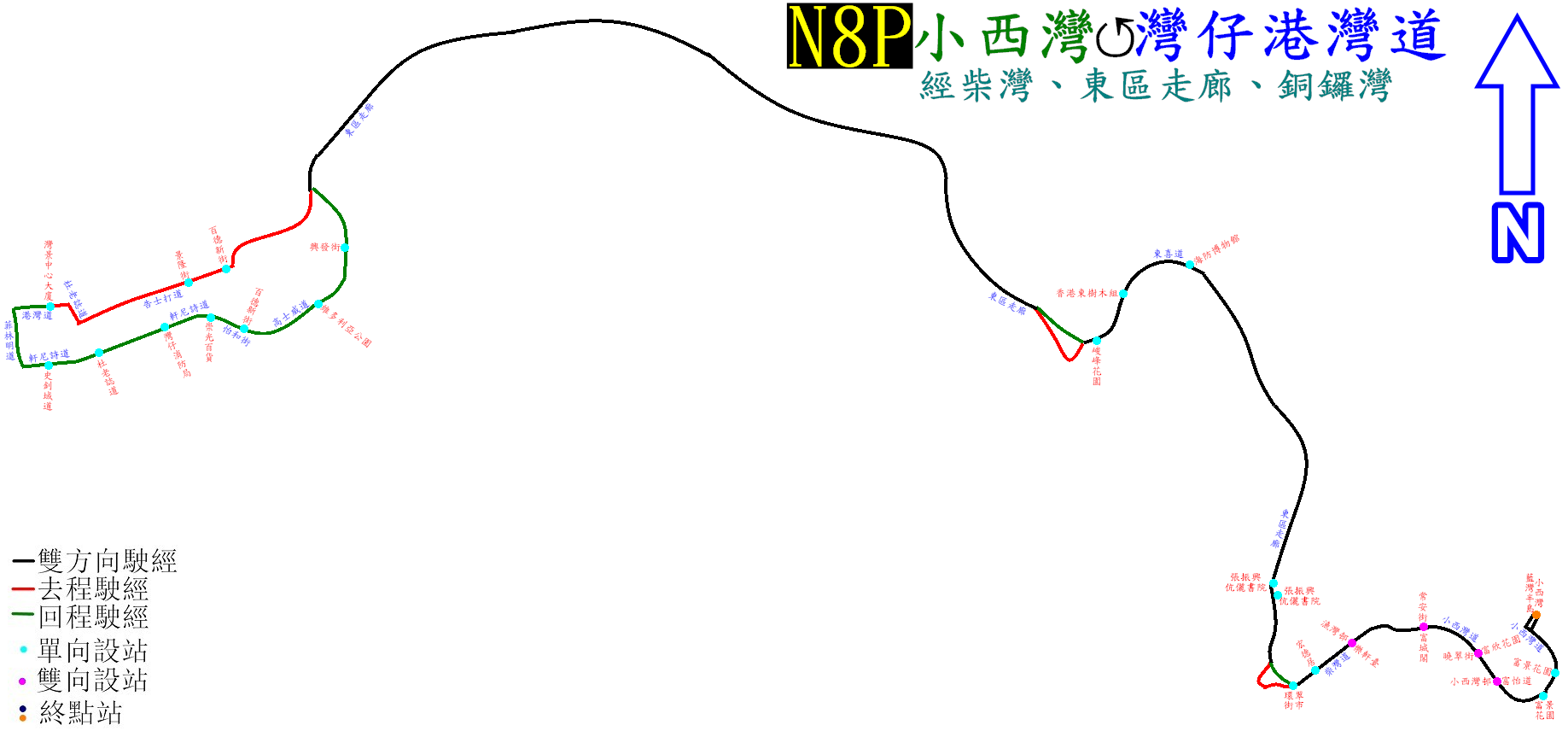
N8P線的走線圖

| 1            | 小西灣（藍灣半島） | 小西灣（藍灣半島）公共運輸交匯處 |
| 2            | 富景花園           | 小西灣道                         |
| 3            | 小西灣邨           | 小西灣邨巴士總站                 |
| 4            | 曉翠街             | 小西灣道                         |
| 5            | 富城閣             | 柴灣道                           |
| 6            | 樂軒臺             | 柴灣道                           |
| 7            | 環翠商場           | 柴灣道                           |
| 8            | 張振興伉儷書院     | 東區走廊                         |
| 東區走廊     |                    |                                  |
| 9            | 峻峰花園           | 東喜道                           |
| 東區走廊     |                    |                                  |
| 10           | 百德新街           | 告士打道                         |
| 11           | 景隆街             | 告士打道                         |
| 杜老誌道天橋 |                    |                                  |
| 12           | 灣景中心大廈       | 港灣道                           |
| 13           | 史釗域道           | 軒尼詩道                         |
| 14           | 杜老誌道           | 軒尼詩道                         |
| 15           | 灣仔消防局         | 軒尼詩道                         |
| 16           | 崇光百貨           | 軒尼詩道                         |
| 17           | 百德新街           | 怡和街                           |
| 18           | 維多利亞公園       | 高士威道                         |
| 19           | 興發街             | 興發街                           |
| 東區走廊     |                    |                                  |
| 20           | 香港東樹木組       | 東喜道                           |
| 21           | 海防博物館         | 東喜道                           |
| 東區走廊     |                    |                                  |
| 22           | 張振興伉儷書院     | 東區走廊                         |
| 23           | 宏德居             | 柴灣道                           |
| 24           | 漁灣邨             | 柴灣道                           |
| 25           | 常安街             | 柴灣道                           |
| 26           | 富欣花園           | 小西灣道                         |
| 27           | 富怡道             | 小西灣道                         |
| 28           | 富景花園           | 小西灣道                         |
| 29           | 小西灣（藍灣半島） | 小西灣（藍灣半島）公共運輸交匯處 |